# Virola
Virola é um género botânico pertencente à família Myristicaceae.

## Espécies
As seguintes espécies têm sido descritas:
| - Virola aequatorialis - Virola albidiflora - Virola araujovii - Virola atopa - Virola bicuhyba - Virola boliviensis - Virola brachycarpa - Virola caducifolia - Virola calophylla (Spruce) Warb. - Virola calophylloidea - Virola carinata - Virola coelhoi - Virola crebrinervia - Virola cuspidata - Virola decorticans - Virola divergens - Virola dixonii - Virola duckei - Virola elliptica - Virola elongata Warb. (syn. V. theiodora) xenhet - Virola flexuosa - Virola gardneri - Virola glaziovii - Virola glycycarpa - Virola guatemalensis - Virola guggnheimii - Virola incolor - Virola koschnyi - Virola kukachkana - Virola kwatae - Virola laevigata - Virola lepidota - Virola lieneana - Virola lorentensia (ou V. loretensis) - Virola macrantha - Virola macrocarpa A.C. Sm., - Virola malmei - Virola marlenei - Virola megacarpa A.H. Gentry | - Virola melinonii - Virola merendonis - Virola michelii Heckel, - Virola micrantha - Virola minutiflora - Virola mocoa - Virola mollissima - Virola multicostata Ducke - Virola multiflora (Standl. ) A. C. Sm., - Virola multinervia - Virola mycetis - Virola nobilis - Virola obovata - Virola officinalis - Virola oleifera - Virola panamensis - Virola papillosa - Virola parvifolia Ducke: nativa do Brasil, espécie vulnerável para a IUCN - Virola pavonis - Virola peruviana - Virola polyneura - Virola reidii - Virola rufula - Virola rugulosa - Virola schultesii - Virola schwackei - Virola sebifera - Virola sessilis - Virola steyermarkii - Virola subsessilis - Virola surinamensis (Rol. ex Rottb. ) Warb., ucuúba - Virola theiodora - Virola urbaniana - Virola venezuelensis - Virola venosa (Benth.) Warb. - Virola villosa - Virola warburgli - Virola weberbaueri |

ou
Virola
s. f.
Arco ou anel metálico que cinge qualquer corpo cilíndrico, reforçando-o.